# Terrerola del desert

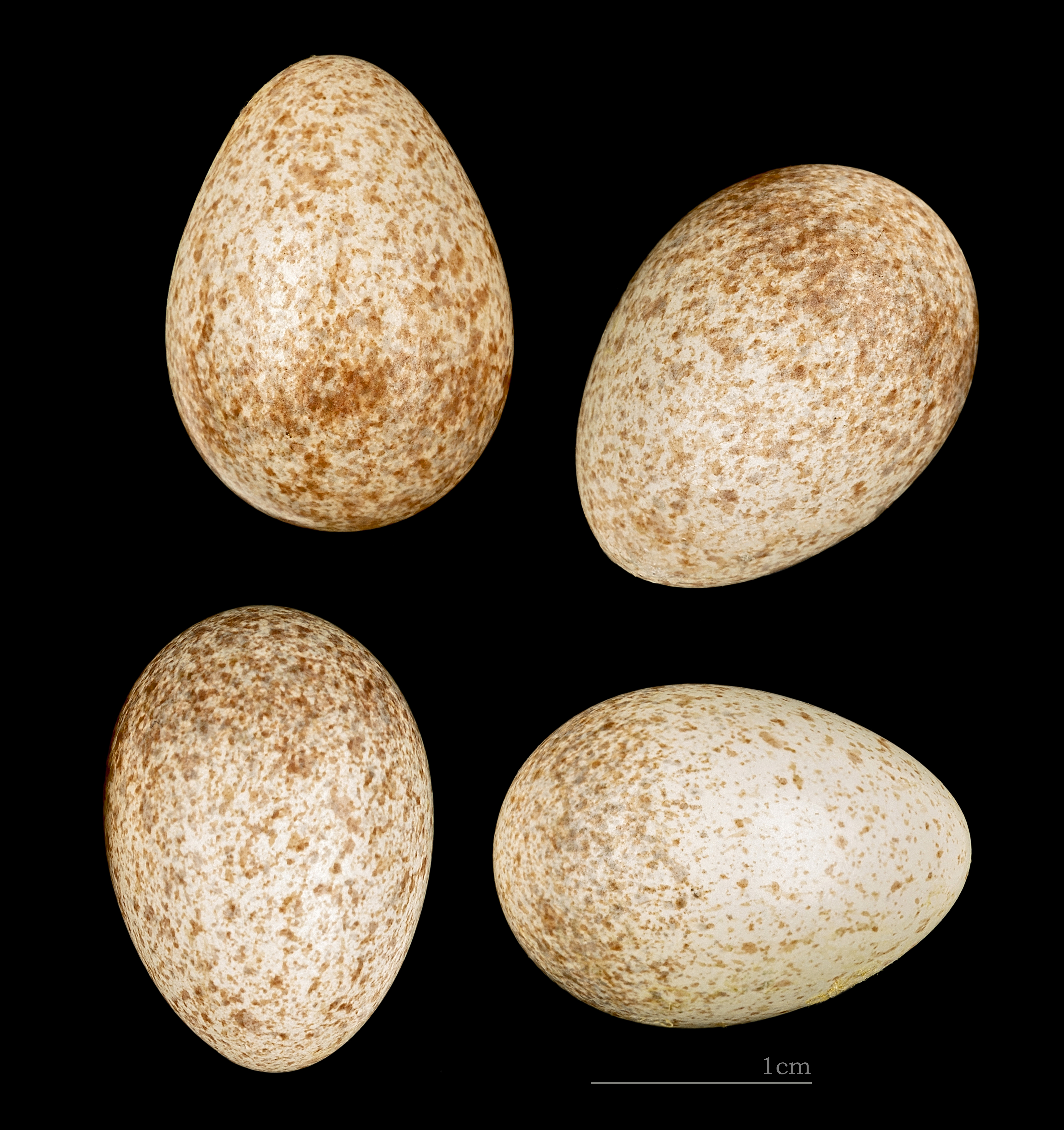
Ammomanes deserti algeriensis

La terrerola del desert (Ammomanes deserti) és una espècie d'ocell de la família dels alàudids (Alaudidae) que habita deserts pedregosos i turons rocosos del Sàhara i deserts asiàtics, des de Mauritània, sud-est de Mali, sud de Níger, el Txad, el Sudan, nord d'Etiòpia, Eritrea, Djibouti i nord de Somàlia, cap a l'est, a través de la Península del Sinaí, per Aràbia, Jordània, Síria, Iran i Iraq, fins al Pakistan i nord-oest de l'Índia.